# Анвил (Пенсилванија)
Анвил (енгл. Annville) насељено је место без административног статуса у америчкој савезној држави Пенсилванија.

## Демографија
По попису из 2010. године број становника је 4.767, што је 249 (5,5%) становника више него 2000. године.
| Група             | 2000.         | 2010.         |
| Белци             | 4.265 (94,4%) | 4.397 (92,2%) |
| Афроамериканци    | 49 (1,1%)     | 72 (1,5%)     |
| Азијати           | 56 (1,2%)     | 67 (1,4%)     |
| Хиспаноамериканци | 81 (1,8%)     | 180 (3,8%)    |
| Укупно            | 4.518         | 4.767         |